# Гончарська книгозбірня України
Гонча́рська книгозбі́рня Украї́ни — всеукраїнська спеціалізована бібліотека з проблем українського та світового гончарства — один з підрозділів Національного музею-заповідника українського гончарства в Опішному.
Бібліотека має найбільшу в Україні збірку літератури з проблем українського та світового гончарства.

## Фонди
Фонди Гончарської книгозбірні України налічують близько 100 тисяч одиниць зберігання. Щорічно вони поповнюються на 1-1,5 тисячі примірників. Література збільшується за рахунок періодичних видань керамологічної тематики Росії, США, країн Європи.
Багата колекція літератури з історії, археології, мистецтва, традиційних ремесел та промислів, музеєзнавства.
У Книгозбірні представлено також твори з питань філософії, релігії, літературознавства, публіцистики, твори класиків української і світової літератури, мемуарні видання. Тут налічується понад тисяча томів довідкової літератури: різні довідники, колекція українських, російських та іноземних словників; частина літератури — іноземними мовами.
У бібліотеці представлені видання другої половини 19 — початку 20 століття, серед яких:
- «Живая старина»;
- «Киевская старина»;
- «Университетские известия»;
- «Голос минувшого»;
- «Известия Императорской Археологической комиссии»;
- «Археологический сборник»;
- «Археологические известия и заметки»;
- «Известия Императорского Русского географического общества»;
- «Известия Общества преподавателей графических искусств»;
- «Етнографічний збірник»;
- «Этнографическое обозрение»;
- «Хроніка наукового товариства імені Тараса Шевченка» тощо.

Представлені в Гончарській книгозбірні й іноземні керамологічні публікації:
«Стекло и керамика», «Огнеупоры и техническая керамика» (Російська Федерація); «Ceramic Arts & Crafts», «Ceramics Monthly» (США); «Ceramic Review», «Studio Pottery», «CPA News» (Велика Британія); «Ceramique et du verre», «La Céraramique Moderne», (Франція); «Faenza» (Італія); «Keramik Magazin» (Німеччина); «Keramiek», «Newsletter Deparment of Pottery Technology»(Нідерланди); «Butlletí Informatiu de Cerámica», «Cerâmica» (Іспанія); «Cerâmicas» (Португалія) тощо.

## Діяльність
Головними завданнями Книгозбірні є комплектування фондів і популяризація видань з проблем гончарства та іншої літератури, що сприяє відродженню історичної самосвідомості, традицій українського народу, національної культури, розбудові української державності, розкриттю досягнень української й світової культури.
Гончарська книгозбірня України почала формуватися за ініціативою директора Музею гончарства в Опішному Олеся Пошивайла на початку 1987 року. Основою фонду на початку її діяльності стали книги, якими поділилися чимало бібліотек: Національна парламентська бібліотека України, Державна історична бібліотека України, Національна бібліотека України імені Володимира Вернадського, Харківська обласна універсальна наукова бібліотека, Херсонська обласна універсальна наукова бібліотека імені Олеся Гончара, Львівська наукова бібліотека імені Василя Стефаника, Зіньківська центральна районна бібліотека, а також бібліотеки Росії: Державна публічна історична бібліотека, Державна бібліотека імені В. І. Леніна, Бібліотека академії наук у Санкт-Петербурзі, Публічна бібліотека імені Михайла Салтикова-Щедріна в Санкт-Петербурзі, Республіканська наукова бібліотека Кабардино-Балкарії.
Також для Книгозбірні дарували книги музеї: Еверсонський музей мистецтв (США), Російський етнографічний музей у Санкт-Петербурзі (Російська Федерація), Європейський керамічний центр (Нідерланди) та багато інших.
Паралельно з формуванням фондів створювався довідково-бібліографічний апарат.
Формується унікальна тематична картотека «Гончарство», що допомагає орієнтуватися в усьому багатстві фонду Книгозбірні. Вона містить бібліографічні записи про статті з книг, збірників, брошур, журналів, газет і складається з двох частин: гончарство України і гончарство інших країн.

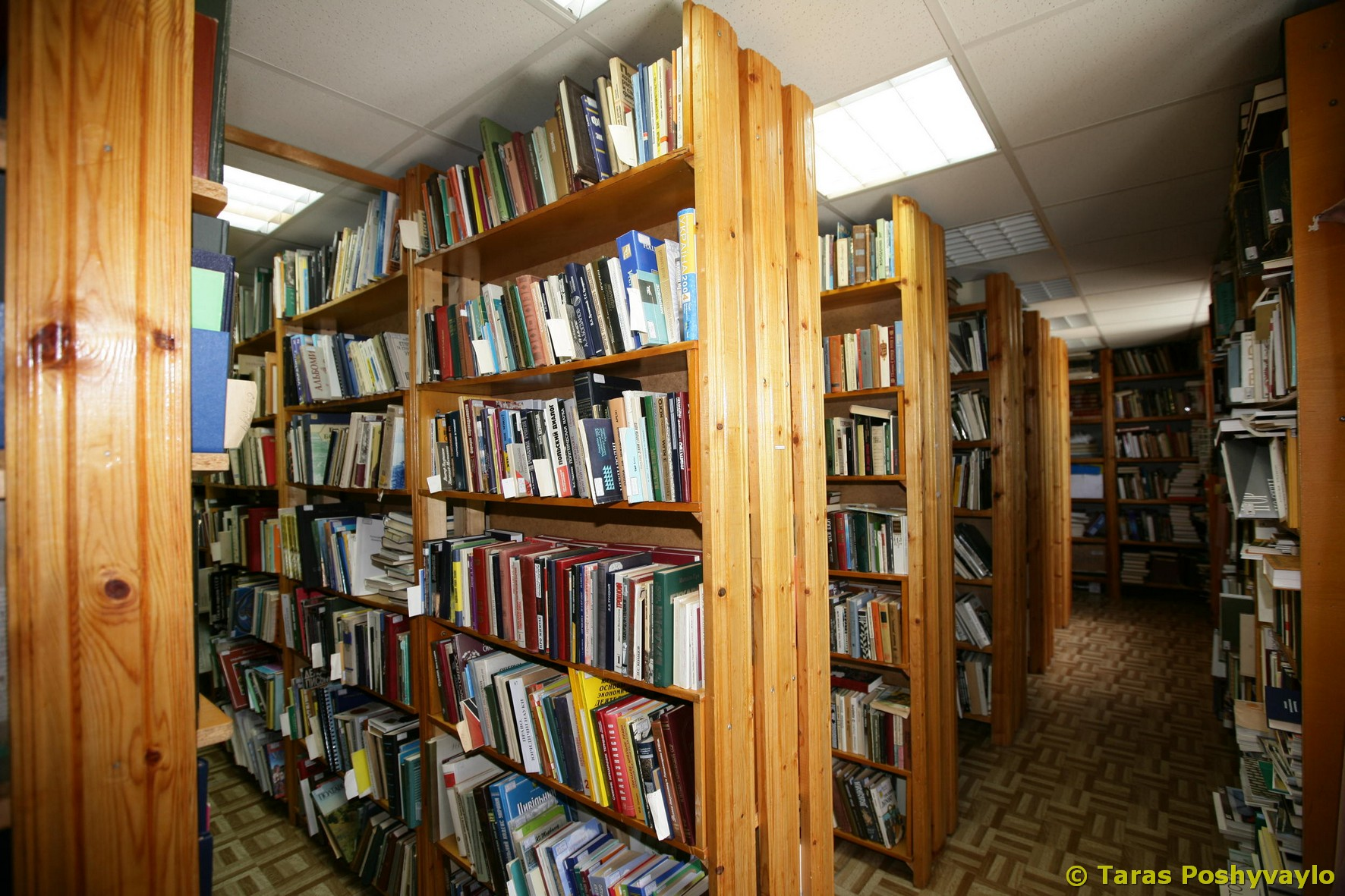
Фонди Гончарської книгозбірні України. Опішне, Полтавщина. 2012. Фото Тараса Пошивайла. Національний музей-заповідник українського гончарства в Опішному, Національний архів українського гончарства.

Нині Гончарська книгозбірня України має найбільшу в Україні збірку літератури з проблем українського та світового гончарства. Її фонди становлять близько 100 000 одиниць збереження. Багато видань, особливо іноземних, неможливо знайти в будь-якій іншій бібліотеці нашої держави. Література закуповується, дарується авторами, науковими установами, надходить через книгообмін, у тому числі міжнародний.
Багата колекція літератури з історії, археології, мистецтва, традиційних ремесел та промислів, музеєзнавства. Представлено в Книгозбірні також твори з питань філософії, релігії, літературознавства, публіцистики, твори класиків української й світової літератури, мемуарні видання. Наукову цінність становить довідковий фонд, який містить понад 1000 томів довідкової літератури: різні довідники, колекція українських, російських та іноземних словників, частина літератури іноземними мовами.
Книгозбірня комплектується періодичними «гончарськими» виданнями України, Росії, США, Великої Британії, Нідерландів. Історичну та наукову цінність мають серійні видання другої половини ХІХ — початку ХХ століття, серед яких: «Живая старина», «Киевская старина», «Университетские известия», «Голос минувшего», «Записки Императорской Академии наук», «Известия Императорской Археологической комиссии», «Археологический сборник», «Археологические известия и заметки», «Известия Императорского Русского географического общества», «Известия Общества преподавателей географических искусств», «Етнографічний збірник», «Этнографическое обозрение», «Літературно-науковий вісник», «Хроніка Наукового товариства імені Тараса Шевченка», «Україна» та багато інших.
Значний інтерес для фахівців становлять комплекти зарубіжних журналів: «Стекло и керамика», «Огнеупоры и техническая керамика» (Росія); «Ceramic Arts & Crafts», «Ceramics Monthly» (США); «Ceramic Review», «Studio Pottery», «CPA News» (Велика Британія); «Ceramique et du verre», «La Céramique Moderne» (Франція); «Faenza» (Італія); «Keramik Magazin» (Німеччина); «Keramika», «Keramiek», «Newsletter Departament of Pottery Technology», «Newsletter Westcountry Potters Association» (Нідерланди); «Pottery in Australia» (Австралія), «Butlletí Informatiu de Cerámica», «Cerâmica» (Іспанія); «Cerâmicas» (Португалія); «Kerameiki techni» (Греція) та інші.
Збагатили фонди Книгозбірні надходження видань зарубіжної україніки з різних країн світу. Серед них — твори Докії Гуменної, Олега Ольжича, Івана Багряного, Марії Дейко, Юрія Клена, Наталії Полонської-Василенко й багатьох інших. Понад дві тисячі примірників книг, альманахів, вісників, журналів складає ця збірка. Донька Гната Хоткевича Ганна Хоткевич (Франція) подарувала п'ятитомну англомовну «Encyclopedia of Ukraine».
Гордістю Книгозбірні є особисті бібліотечки унікальних книг відомих керамологів: Катерини Матейко, Юрія Лащука, Василя Гудака, Олеся Пошивайла, Отара Мчедлова-Петросяна, художників-керамістів Володимира Онищенка, Надії і Валерія Протор'євих, славетного українського дослідника, гончаря Пантелеймона Мусієнка та художниці-керамістки Ніни Федорової, відомого українського мистецтвознавця Олександра Тищенка, відомого українського скульптора Лідії Трегубової, народних майстрів-гончарів Олександри Селюченко, Трохима Демченка, Михайла Китриша, відомого поета, культуролога Петра Ротача, Валеріана та Раїси Павленків, філософа й колекціонера опішненської кераміки Леоніда Сморжа та багатьох інших. Окрасою цих бібліотечок є книги з дарчими підписами.
Серед наповнення книжково-журнального фонду — ксерокопії дореволюційних та сучасних видань, оригінали яких відсутні в Книгозбірні. Він налічує близько 600 одиниць збереження.
Також зібрано фонд ксерокопій статей про гончарство, зокрема публікацій з періодичних видань, починаючи з 1936 року, який налічує понад 1000 одиниць збереження.
Провідним напрямком у діяльності Гончарської книгозбірні України, окрім комплектування фондів, керамологічної картотеки «Гончарство», є підготовка Національного наукового щорічника «Бібліографія українського гончарства», який охоплює публікації про українське гончарство, кераміку, керамологію. Тематичне спрямування матеріалів — від археології, історії, етнографії і мистецтва гончарювання до найрізноманітніших проблем технічної кераміки. До реєстру включено книги, брошури, журнали, буклети, статті, повідомлення, що надійшли до Гончарської книгозбірні України та Національного архіву українського гончарства.
Книгозбірня має доступ до мережі Інтернет. На сайті музею подано публікації, фото про тематичні виставки.
Книгозбірню свого часу відвідали Президенти України Леонід Кучма та Віктор Ющенко, Президент Української Народної Республіки в екзилі Микола Павлюк, Міністри культури і мистецтв України Юрій Богуцький, Василь Вовкун, Євген Нищук, Віце-прем'єр міністри України Микола Жулинський та Іван Курас, доктори мистецтвознавства, професори Григорій Логвин та Олександр Федорук, мистецтвознавці Олена Клименко, Юрій Лащук, Віталій Ханко, Людмила Міляєва, поети й письменники Микола Вінграновський, Олесь Бердник, Антоніна Листопад, Олексій Дмитренко, Петро Осадчук, Петро Засенко, Євген Дудар, Надія Данилевська та Микола Ткач, Катерина Мотрич, Петро Ротач, Микола Кагарлицький, Лесь Танюк, журналіст і літературний критик Віталій Абліцов та багато інших.
Забезпечуючи збереження й активне використання знань, накопичених у процесі вивчення одного з найдавніших ремесел людства, Гончарська книгозбірня України постає науково-дослідним та інформаційним центром з проблем українського й світового гончарства, сприяє зростанню інтелектуального й морального потенціалу суспільства.